# When I Look to the Sky
When I Look to the Sky è una canzone della rock band statunitense Train, dal loro terzo album My Private Nation. La canzone è stata presentata nel trailer per il film del 2004 Jersey Girl.

## Video musicale
Il video musicale ritrae la relazione tra il cantante Pat Monahan e la sua amante Kiana Bessa.

## Tracce
1. When I Look to the Sky (Modifica)
2. When I Look to the Sky (Versione LP)
3. When I Look to the Sky (Acustica)
4. When I Look to the Sky (Live)

## Classifica
| Classifica (2004)                          | Posizione più alta |
| ------------------------------------------ | ------------------ |
| Nuova Zelanda (RIANZ)                      | 37                 |
| Stati Uniti (Billboard Hot 100)            | 74                 |
| Stati Uniti (Billboard Hot 100 Airplay)    | 75                 |
| Stati Uniti (Billboard Adult Contemporary) | 24                 |
| Stati Uniti (Billboard Adult Top 40)       | 9                  |